# Tritia pfeifferi
Tritia pfeifferi is een slakkensoort uit de familie van de fuikhorens (Nassariidae). De wetenschappelijke naam van de soort werd in 1844 voor het eerst geldig gepubliceerd door R.A. Philippi.